# Golden Boy (Statue)

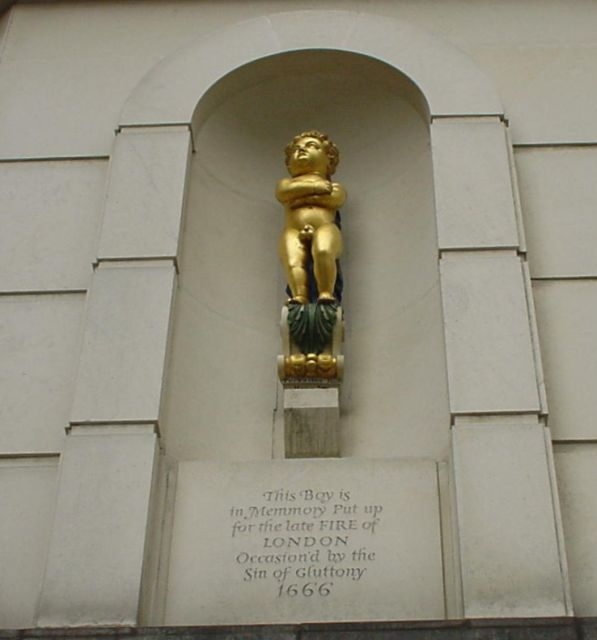
Golden-Boy-Statue

Der Golden Boy of Pye Corner ist die goldfarbene Statue eines Jungen, die an das Ende des Großbrandes im Jahr 1666 in London erinnert.
Das Feuer war in Pudding Lane ausgebrochen und hatte drei Tage lang gewütet. 13 000 Häuser waren dadurch zerstört worden und erst an der Stelle, an der später die Statue ihren Platz fand – an der Ecke Giltspure Street/Cock Lane in Smithfield –, konnte der Brand gelöscht werden. Der Golden Boy war ursprünglich in die Front eines Gebäudes namens The Fortune of War eingearbeitet. Dieses Haus wurde 1910 abgerissen und der Golden Boy auf der Höhe des ersten Stocks am Nachfolgebauwerk angebracht. 